# Never Give Up on You
 (srp. Nikad ne odustajem od tebe) pesma je velške pevačice Lusi Džouns. Dana 27. januara 2017. ArtPeople objavio je pesmu. Predstavljaće Ujedinjeno Kraljevstvo na izboru za Pesmu Evrovizije 2017. u Kijevu (Ukrajina). Pesmu su napisali Lori Martin, Emeli de Forest i The Treatment.

## Spisak pesama
| №  | Naziv | Trajanje |  |
| 1. |       | 3:00     |  |

## Lestvice
| Lestvica (2017) | Najbolji plasman |
| --------------- | ---------------- |
| [ 4 ]           | 84               |

## Istorija objave
| Regija                 | Datum            | Format                | Izdavačka kuća |
| ---------------------- | ---------------- | --------------------- | -------------- |
| Ujedinjeno Kraljevstvo | 27. januar 2017. | Digitalno preuzimanje |                |

## Spoljašnje veze
- Snimak sa nacionalnog finala na Jutjubu